# Köngen
Köngen [ˈkœŋɡən], schwäbisch gesprochen Kengga [ˈkeŋɡɐ], ist eine Gemeinde im Landkreis Esslingen, rund neun Kilometer von der Kreisstadt Esslingen am Neckar und rund sechs Kilometer von Nürtingen entfernt. Sie gehört zur Region Stuttgart (bis 1992 Region Mittlerer Neckar) und zur europäischen Metropolregion Stuttgart.

## Geographie

### Geographische Lage
Köngen liegt auf der linken Neckarseite am Westhang des Neckartals. Der Westhang ist zugleich der östliche Ausläufer der Filderebene.

### Nachbargemeinden
Angrenzende Gemeinden sind im Norden Deizisau, im Nordosten Wernau, im Südosten Wendlingen, im Süden Unterensingen und im Westen Denkendorf (alle Landkreis Esslingen).

### Gemeindegliederung
Zur Gemeinde gehören das Dorf Köngen, die Höfe Birkenhöfe, Buchenhöfe, Erlenhöfe, Kempflerhöfe, Lerchenhof, Riedhöfe, Rothöfe, Seehof, Talhof und Wangerhöfe und das Haus Altenberg.

### Flächenaufteilung
Nach Daten des Statistischen Landesamtes, Stand 2014.

## Geschichte

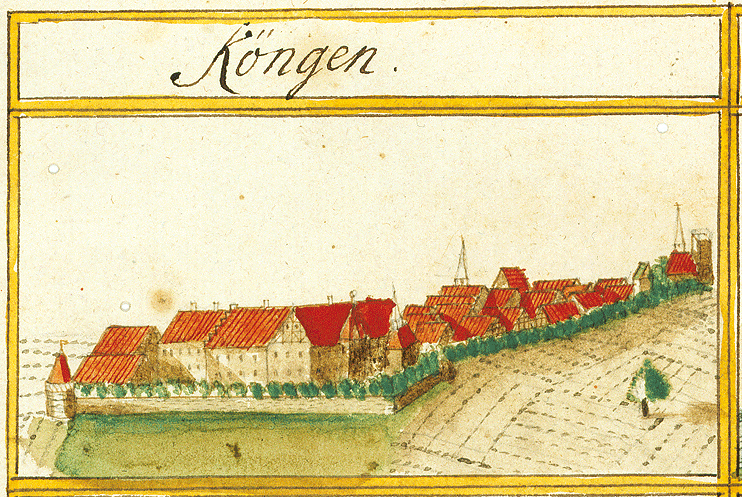
Köngen 1683/1685 im Kieserschen Forstlagerbuch

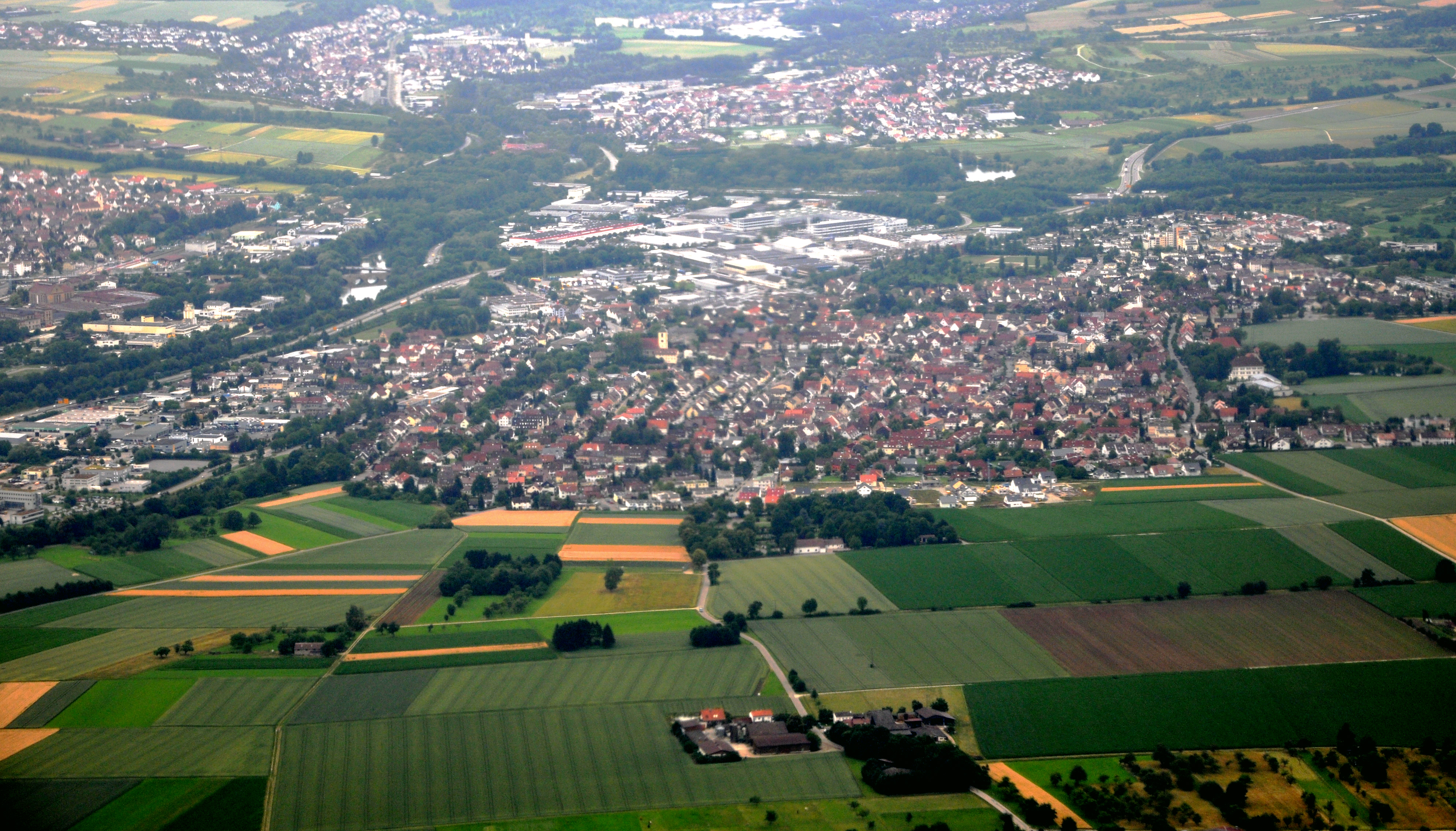
Luftbild von Köngen, 2011

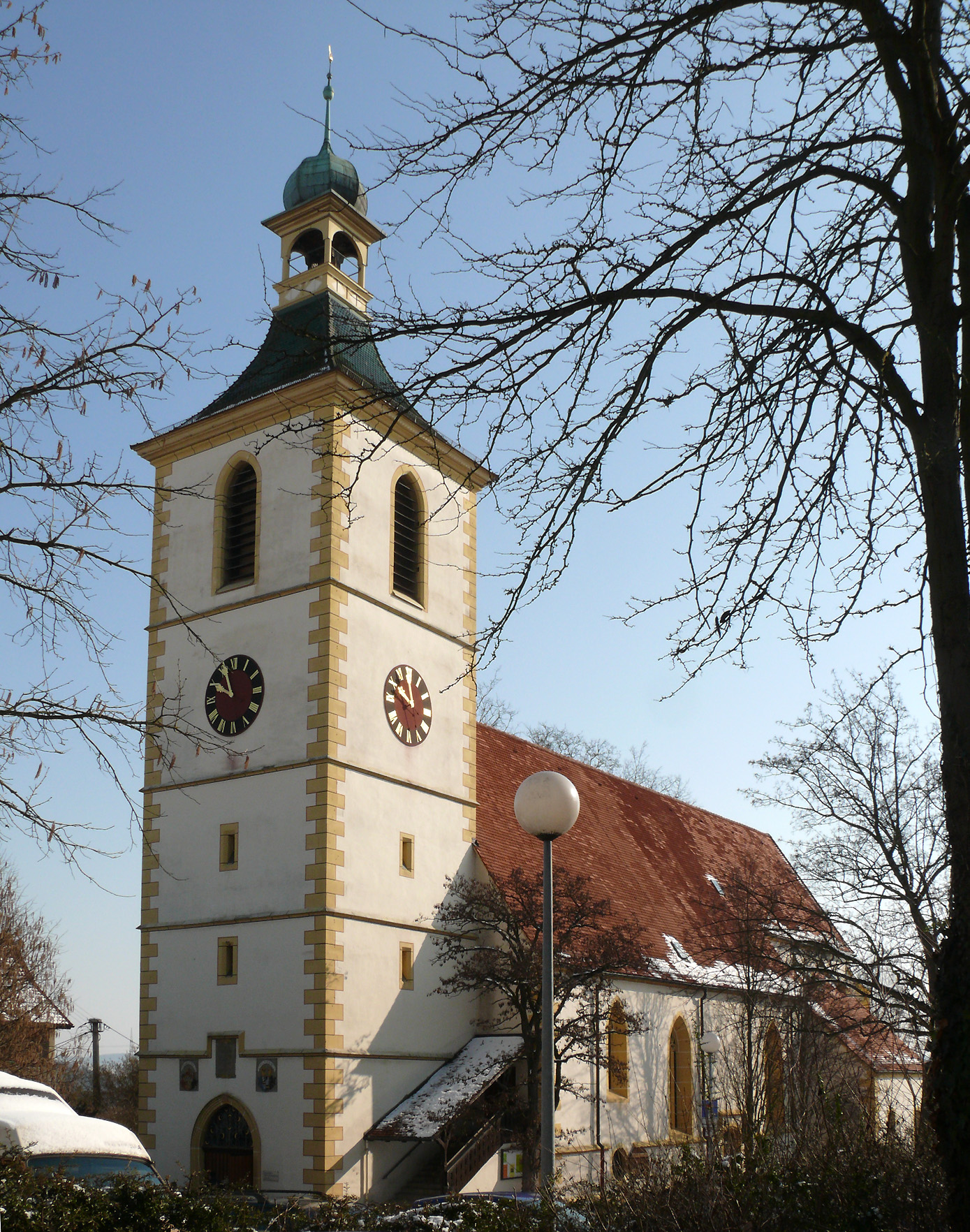
Evangelische Peter- und Paulskirche

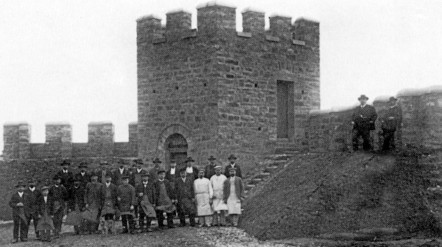
Die Mitglieder des Albvereins Köngen im Jahr 1911 vor dem Eckturm des von General Eduard von Kallee wiederentdeckten Römerkastells

### Altertum
Köngen befindet sich auf dem Gebiet der römischen Siedlung Grinario, die um 100 unserer Zeitrechnung aus einem Kastell entstand. Grinario war Endpunkt der Römerstraße Neckar–Alb–Aare, die in Windisch (Schweiz) ihren Ausgang nahm. Im mittleren 3. Jahrhundert wurde der Ort durch die Alamannen zerstört und die Römer vertrieben (siehe Limesfall).

### Mittelalter
Der alamannische Ort, der um 700 entstanden sein muss, wurde erstmals 1075 in einer Urkunde des Klosters Hirsau erwähnt. 1336 verkauften die Herren von Hohenberg den Ort an Albrecht von Aichelberg. 1382 gelangte die Herrschaft an die Herren Thumb von Neuburg, die um 1430 ihren Wohnsitz aus Graubünden nach Köngen verlegten. Hans Friedrich Thumb förderte frühzeitig die Reformation; schon 1527 wurde in Köngen daher lutherisch gepredigt, also sieben Jahre, bevor Herzog Ulrich 1534 die Reformation in Württemberg durchsetzte.

### Neuzeit
In Köngen lebten um das Jahr 1600 etwa 900 Dorfbewohner. Im Verlauf des 17. Jahrhunderts ereilten die Köngener mehrere harte Schicksalsschläge durch Seuchen und Kriegsgewalt. Von 1609 bis 1611 gab es eine erste Pestwelle, die 1627 erneut auftrat. Etwa ein Drittel der Einwohner erlagen der Krankheit. Nach der Schlacht bei Nördlingen im Dreißigjährigen Krieg wurden 1634 über 100 Dorfbewohner von marodierenden Truppen des siegreichen Kaisers getötet. Die Anzahl von 1000 Einwohnern wurde erst im Lauf der ersten Hälfte des 18. Jahrhunderts erreicht und überschritten.
1739 wurde Köngen württembergisch, die früheren Besitzer (Thumb von Neuburg) standen schon seit über 200 Jahren in württembergischen Diensten. Nach der Gründung des Königreichs Württemberg war Köngen von 1806 bis 1808 kurzfristig Sitz eines Oberamtes, wurde aber dann 1808 im Zuge der Konsolidierungsphase der neuen württembergischen  Verwaltungsgliederung langfristig in das Oberamt Esslingen eingeordnet. Bei der Kreisreform während der NS-Zeit in Württemberg gelangte Köngen 1938 zum vergrößerten Landkreis Esslingen. Da Köngen nach dem Zweiten Weltkrieg Teil der Amerikanischen Besatzungszone geworden war, gehörte die Gemeinde somit 1945 zum neu gegründeten Land Württemberg-Baden, das 1952 im jetzigen Bundesland Baden-Württemberg aufging.

### Religion
Seit der Reformation ist Köngen vorwiegend evangelisch geprägt. Erst seit 1953 gibt es wieder eine römisch-katholische Kirche im Ort. Der Neubau war durch die Ansiedlung vieler katholischer Heimatvertriebener notwendig geworden.
Außerdem gibt es eine evangelisch-methodistische Kirchengemeinde und seit 1924 auch eine neuapostolische Gemeinde.
Nach Köngen ist der Bund der Köngener benannt, weil dort 1919 eine für die Bildung des Bundes wichtige Tagung stattgefunden hatte.

### Einwohnerentwicklung
Die Einwohnerzahlen sind Schätzungen, Volkszählungsergebnisse (¹) oder amtliche Fortschreibungen des Statistischen Landesamtes (nur Hauptwohnsitze).
| Stichtag             | Einwohnerzahl |
| -------------------- | ------------- |
| 1600                 | 900           |
| 1740                 | 1.010         |
| 1800                 | 1.400         |
| 1. Dezember 1871 ¹   | 2.088         |
| 1. Dezember 1900 ¹   | 2.288         |
| 17. Mai 1939 ¹       | 3.036         |
| 13. September 1950 ¹ | 4.160         |
| 6. Juni 1961 ¹       | 5.923         |
| 27. Mai 1970 ¹       | 8.113         |
| 25. Mai 1987 ¹       | 8.058         |
| 31. Dezember 1995    | 8.818         |
| 31. Dezember 2000    | 9.408         |
| 31. Dezember 2005    | 9.681         |
| 31. Dezember 2010    | 9.613         |
| 31. Dezember 2015    | 9.718         |
| 30. Dezember 2020    | 9.780         |

## Politik

### Bürgermeister
- 1945–1946 Wilhelm Zaiser
- 1947 Gustav Bracher
- 1947–1982 Erwin Rath
- 1982–2014 Hans Weil
- 2014–2024 Otto Ruppaner
- seit 2024 Ronald Scholz

Bürgermeister ist seit dem 1. Juni 2024 Ronald Scholz. Er wurde am 21. April 2024 mit 68,7 Prozent der Stimmen gewählt.

### Gemeinderat
Der Gemeinderat in Köngen besteht aus den gewählten 18 ehrenamtlichen Gemeinderäten und dem Bürgermeister als Vorsitzendem. Der Bürgermeister ist im Gemeinderat stimmberechtigt.
Die Kommunalwahl am 9. Juni 2024 führte zu folgendem Endergebnis. 
| Parteien und Wählergemeinschaften | Parteien und Wählergemeinschaften           | % 2024  | Sitze 2024 | % 2019  | Sitze 2019 | Kommunalwahl 2024 %403020100 38,61 %33,09 %16,18 %12,13 % FWCDUSPDGrüneGewinne und Verlusteim Vergleich zu 2019 %p 6 4 2 0 −2 −4−2,85 %p+5,88 %p−0,34 %p−2,68 %pFWCDUSPDGrüne |
| FW                                | Freie Wähler                                | 38,61   | 7          | 41,46   | 7          | Kommunalwahl 2024 %403020100 38,61 %33,09 %16,18 %12,13 % FWCDUSPDGrüneGewinne und Verlusteim Vergleich zu 2019 %p 6 4 2 0 −2 −4−2,85 %p+5,88 %p−0,34 %p−2,68 %pFWCDUSPDGrüne |
| CDU                               | Christlich Demokratische Union Deutschlands | 33,09   | 6          | 27,21   | 5          | Kommunalwahl 2024 %403020100 38,61 %33,09 %16,18 %12,13 % FWCDUSPDGrüneGewinne und Verlusteim Vergleich zu 2019 %p 6 4 2 0 −2 −4−2,85 %p+5,88 %p−0,34 %p−2,68 %pFWCDUSPDGrüne |
| SPD                               | Sozialdemokratische Partei Deutschlands     | 16,18   | 3          | 16,52   | 3          | Kommunalwahl 2024 %403020100 38,61 %33,09 %16,18 %12,13 % FWCDUSPDGrüneGewinne und Verlusteim Vergleich zu 2019 %p 6 4 2 0 −2 −4−2,85 %p+5,88 %p−0,34 %p−2,68 %pFWCDUSPDGrüne |
| GRÜNE                             | Bündnis 90/Die Grünen                       | 12,13   | 2          | 14,81   | 3          | Kommunalwahl 2024 %403020100 38,61 %33,09 %16,18 %12,13 % FWCDUSPDGrüneGewinne und Verlusteim Vergleich zu 2019 %p 6 4 2 0 −2 −4−2,85 %p+5,88 %p−0,34 %p−2,68 %pFWCDUSPDGrüne |
| gesamt                            | gesamt                                      | 100,0   | 18         | 100,0   | 18         | Kommunalwahl 2024 %403020100 38,61 %33,09 %16,18 %12,13 % FWCDUSPDGrüneGewinne und Verlusteim Vergleich zu 2019 %p 6 4 2 0 −2 −4−2,85 %p+5,88 %p−0,34 %p−2,68 %pFWCDUSPDGrüne |
| Wahlbeteiligung                   | Wahlbeteiligung                             | 66,66 % | 66,66 %    | 65,70 % | 65,70 %    | Kommunalwahl 2024 %403020100 38,61 %33,09 %16,18 %12,13 % FWCDUSPDGrüneGewinne und Verlusteim Vergleich zu 2019 %p 6 4 2 0 −2 −4−2,85 %p+5,88 %p−0,34 %p−2,68 %pFWCDUSPDGrüne |

### Wappen und Flagge

Flagge der Gemeinde Köngen

| Wappen von Köngen | Blasonierung: „In Blau eine silberne Glocke.“ |
| Wappen von Köngen | Köngen führt die größte Glocke der Peter-und-Paulskirche im Wappen. Die Glocke ist schon im Abdruck eines Gemeindesiegels aus dem Jahre 1904 zu sehen. Die Wappenfigur bezieht sich auf die Sage von der „Sauglocke“, die einst während des Dreißigjährigen Krieges aus Angst vor Plünderern vergraben und später von weidenden Schweinen wieder ausgescharrt worden sein soll. Die Wappenfarben wurden 1929 festgelegt. Das Innenministerium verlieh die Flagge am 17. Januar 1967. |

### Partnerschaften
Köngen unterhält partnerschaftliche Beziehungen zu:
- Taucha in Sachsen-Anhalt und
- Český Brod in Tschechien.

## Wirtschaft und Infrastruktur

### Verkehr
Köngen ist durch die Bundesstraße 313 und die Bundesautobahn 8 an das überregionale Straßennetz angeschlossen. Durch die Buslinie 151 ist auch der Bahnhof der Nachbargemeinde Wendlingen am Neckar gut erreichbar: Dort besteht direkt Anschluss von und zur S-Bahn in Richtung Stuttgart und Kirchheim unter Teck; dort verkehren auch Regionalzüge in Richtung Tübingen und Stuttgart sowie Busse in Richtung Nürtingen.
Seit 2016 verkehrt innerhalb von Köngen auch ein Bürgerbus an 3 Wochentagen; seit Dezember 2016 gibt es mit dem neuen Expressbus X10 auch eine Direktverbindung zum Flughafen Stuttgart sowie zum Bahnhof Kirchheim unter Teck.
Über Alltagsradrouten aus dem Radnetz Baden-Württemberg ist Köngen 
- an Wernau vorbei mit Plochingen,
- über Wendlingen mit Kirchheim unter Teck,
- über Oberboihingen mit Nürtingen und
- über Denkendorf und Neuhausen auf den Fildern mit Filderstadt verbunden.

Der Neckartal-Radweg, ein Radfernweg von Villingen-Schwenningen nach Mannheim, verläuft ebenfalls durch Köngen. Der Württemberger Weinradweg verläuft von Rottenburg am Neckar nach Niederstetten. In Köngen ist er mit dem Neckartal-Radweg identisch.

### Ansässige Unternehmen
DHL betreibt in Köngen ein Paketzentrum mit 700 Mitarbeitern.
Außerdem sind hier Firmen aus dem Maschinenbau (ALMiG Kompressoren, MATEC) angesiedelt. Zudem hat hier der Modediscount AWG seinen Sitz. Der Werkzeugmaschinenbauer Matec ging 2016 in die Insolvenz und wurde durch den taiwanischen Maschinenbaukonzern Anderson Group übernommen.

### Bildung
In Köngen gibt es mit der Burgschule, einer Gemeinschaftsschule, und der Mörikeschule, einer Grundschule, zwei staatliche Schulen. Die Anne-Frank-Schule (Förderschule) und das Robert-Bosch-Gymnasium in Wendlingen werden auch von Köngener Schülerinnen und Schülern besucht. Außerdem gibt es sieben Kindergärten, einen Waldorf- und einen Waldkindergarten in Köngen.
Musikalische Aus- und Weiterbildung für Kinder und Erwachsene bietet die Musikschule Köngen-Wendlingen an. Die private Grinio-Akademie widmet sich speziell der intensiven, individuellen Fortbildung mit kammermusikalischen Elementen.
Die Bücherei der Gemeinde befindet sich im Dachgeschoss der Zehntscheuer. Sie hat einen Bestand von rund 12.000 Büchern und 3.000 sonstigen Medien.
Erwachsenenbildung wird durch die Volkshochschule Köngen und die fba Köngen geleistet. Für Führungskräfte und Belegschaften von Unternehmen veranstaltet die Staufen-Akademie im Schloss Köngen Qualifikationsseminare.

## Kultur und Sehenswürdigkeiten

### Sehenswürdigkeiten
- Köngen liegt an der Neckarlinie des Obergermanischen Limes. Im Ort zweigt von dieser Limeslinie der 23 km lange Lautertal-Limes ab, der am Alblimes bei Donnstetten endet. Dieser schnurgerade Weg war bis zu seiner Deutung als Grenzbefestigung im Jahre 1976 schon lange als Sibyllenspur bekannt.
- Köngen ist Anfangs- bzw. Endpunkt der Römerstraße Neckar–Alb–Aare.
- Sehenswert sind zwei Nachbildungen von Jupitergigantensäulen:
  - Nachbildung der Jupitergigantensäule von Hausen an der Zaber auf der Kreisverkehrsinsel an der Plochinger Straße.
  - Nachbildung der Jupitergigantensäule von Walheim vor dem rekonstruierten Wachturm an der Südecke des Römerparks.
- Römisches Museum mit Archäologischem Park Köngen. Das Kastell von Köngen ist seit 1974 ein Kulturdenkmal und konnte als einziges am gesamten Neckarlimes vor der Nachkriegsüberbauung gerettet werden.[21] Es ist als Militärlager am römischen Limes seit 2005 Teil des UNESCO-Welterbes. Der Eckturm der antiken Garnison wurde 1885 durch General Eduard von Kallee gefunden[22] und bereits 1911 rekonstruiert.[23]
- Das Köngener Schloss wurde 1392 zunächst als Burg vom Ortsherren, dem freien Reichsritter Hans Thumb von Neuburg erbaut. Die Neuburg gibt es heute noch als Ruine nördlich von Chur in Graubünden. Bereits 1398 wurde die Burg zu einer vierflügeligen Wasserburg ausgebaut. 1520 wurde die Burg von Truppen des Schwäbischen Bundes stark beschädigt. Daher erfolgte nach 1520 ein fast vollständiger Neubau. Die Burg verwandelte sich in ein Renaissanceschloss. Dabei wurde 1538 das Schmuckstück – der Rittersaal – ausgebaut, der heute noch nahezu unverändert erhalten ist. Die Umbauten zogen sich fast das ganze 16. Jahrhundert hin. Heinrich Schickhardt erwähnte in seinem Werkverzeichnis, dass er um 1600 am Schloss ein Torhaus angebaut hatte. Dieses wurde während der Umgestaltung durch den Kammerpräsidenten Jakob Friedrich Weishaar zusammen mit zwei Flügeln abgerissen. Weishaar kaufte das Anwesen 1825 und ließ es nach seinen Bedürfnissen umgestalten. Bis in die 1930er Jahre war es ein Ort der Kultur. Hier wurde der bekannte „Bund der Köngener“ gegründet, in dem auch Gerhard Gollwitzer Mitglied war. Der Maler Christian Mali und die holländisch-deutsche Malerfamilie Peters hielten sich oft im Schloss auf. Es wurde von der Denkmalstiftung Baden-Württemberg zum „Denkmal des Monats September 2004“ ernannt. In den letzten Jahren wurden an der Ostwand des Rittersaales Fresken aus dem 18. Jahrhundert freigelegt und restauriert, die Gestalten der antiken Mythologie und Geschichte zeigen.[24]
- Der Grundstein der evangelischen Peter- und Pauls-Kirche wurde durch Baumeister Stefan Waid gelegt. Nach seinem Tod 1504 stellte sein Schwager und Nachfolger Dionysius Böblinger den kreuzrippengewölbten Chor und das Kirchenschiff bis zum Jahr 1512 fertig. Die Maße des Schiffs: 23,0 × 12,1 Meter. Unter einem Hängewerk-Dachstuhl ist seit 1613 eine bemalte Renaissance-Balkendecke aufgehängt. Der Renaissance-Bau erhielt mit der damals auf der Südwand platzierten Kanzel (später am Chorbogen) und einer zur Kanzel ausgerichteten Dreiseiten-Empore sowie später einer Orgelempore im Chor die Innenraumfassung einer Querkirche. Der Westturm wurde 1724 erbaut. Der ursprünglich spätgotische Schnitzaltar wurde 1614 umgearbeitet. Die Stuttgarter Architekten Kreuz + Kreuz besorgten 2011 die jüngste Innenrenovierung.[25] Zur Ausstattung:[26] Der Ulmer Bildhauer Martin Scheible schuf 1953 eine Kanzel mit Schnitzreliefs (Themen: die Werke der Barmherzigkeit); der Renaissance-Kanzeldeckel blieb erhalten. Der Stuttgarter Glaskünstler Wolf-Dieter Kohler entwarf 1958 die Glasgemälde der drei Chorfenster (links: drei Gleichnisse; Mitte: Wiederkommender Christus, Engel, Michael; rechts: drei weitere Gleichnisse).
- Die unter Denkmalschutz stehende Ulrichsbrücke über den Neckar wurde nach den Plänen von Heinrich Schickhardt zwischen 1600 und 1602 erbaut. Sie steht an der Stelle einer früheren römischen Brücke.[27] Durch Aufstauung des Neckars liegen die Pfeiler der Brücke jetzt teilweise unterhalb des Wasserspiegels.

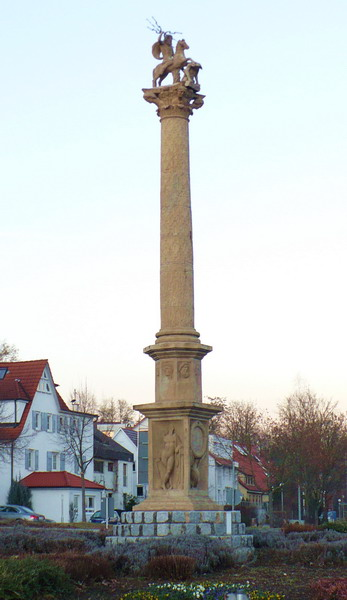
Nachbildung der Jupitergigantensäule von Hausen an der Zaber in Köngen
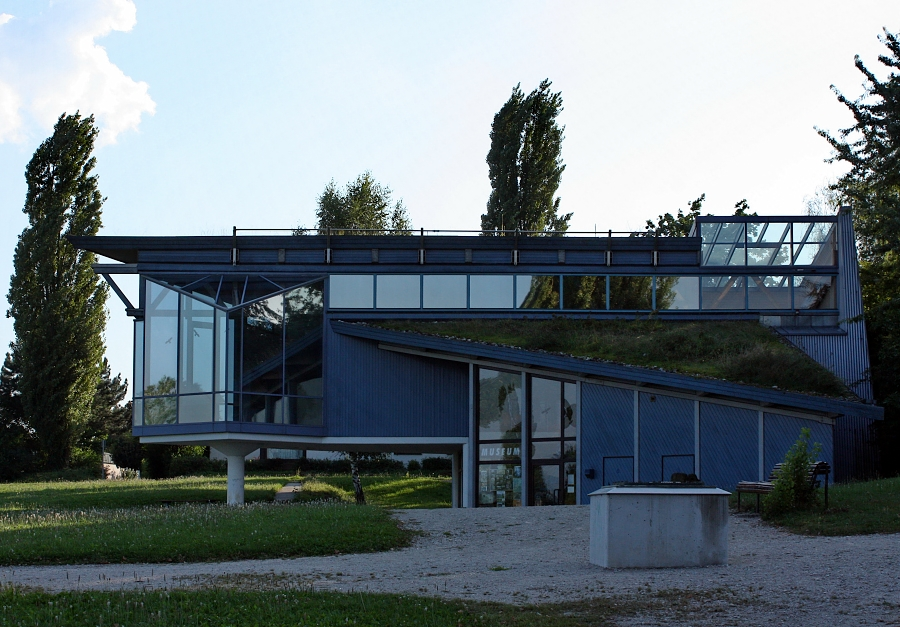
Römisches Museum Köngen
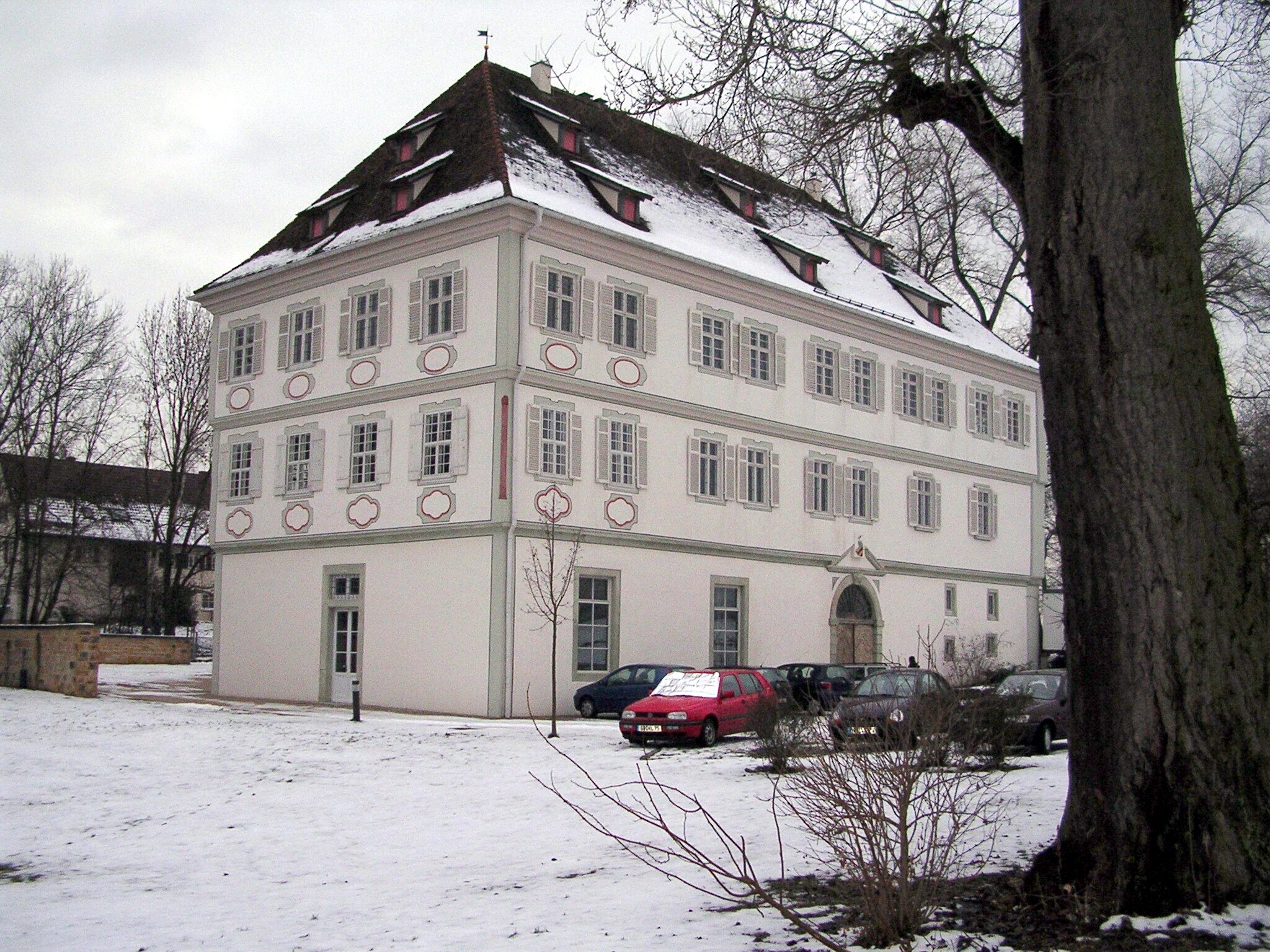
Schloss Köngen
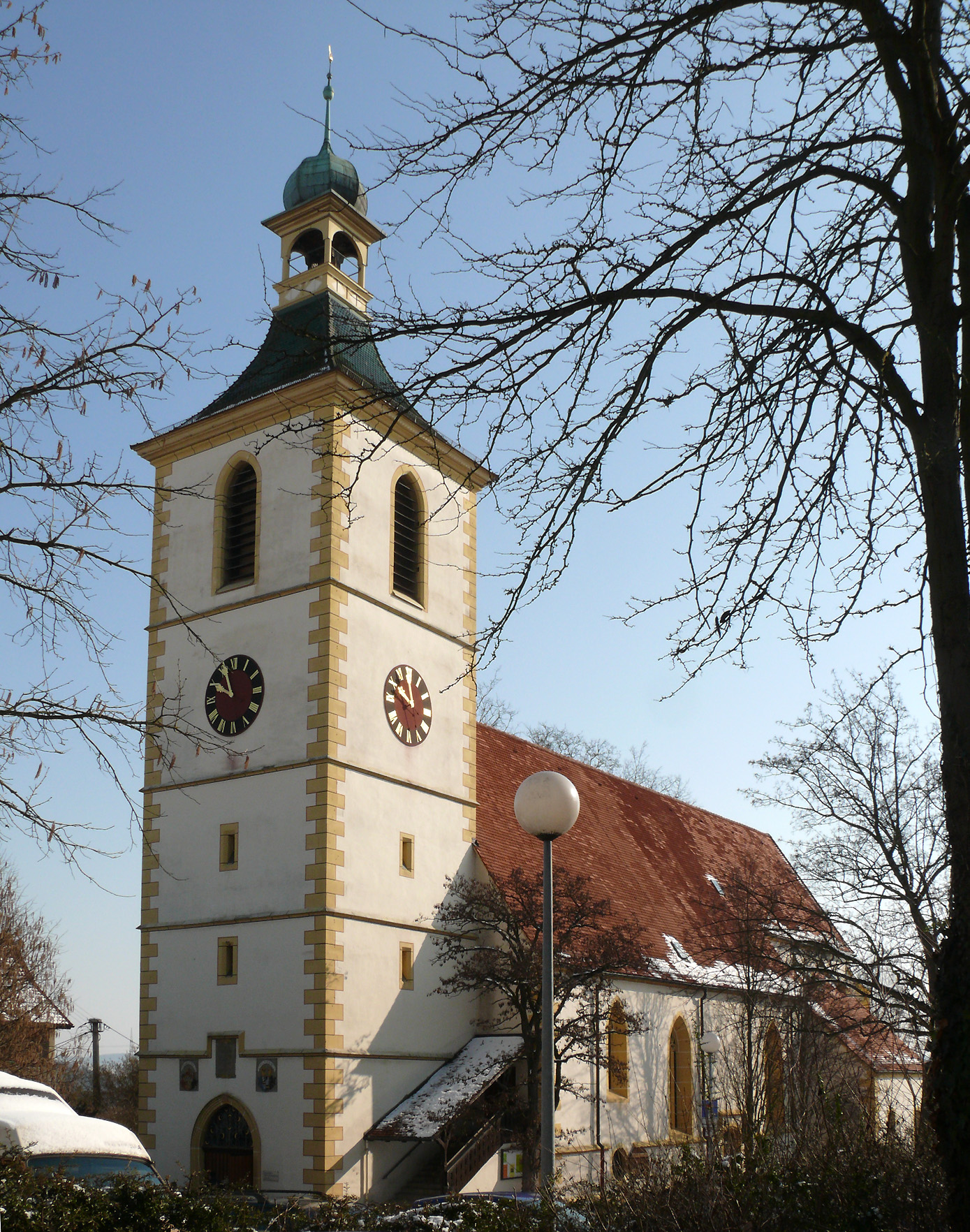
Die evangelische Peter- und Pauls-Kirche
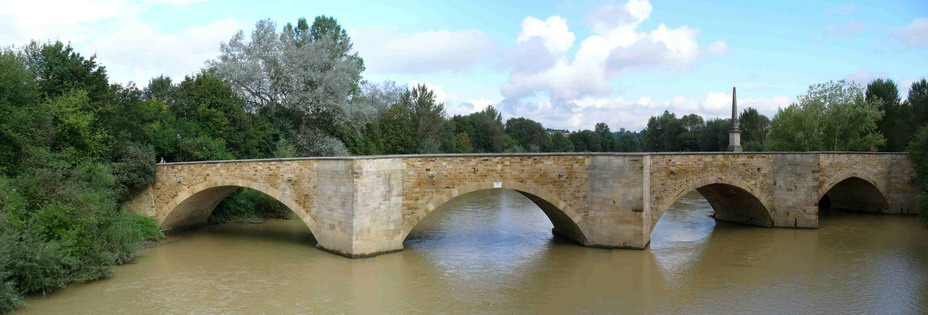
Die Ulrichsbrücke von 1602 über den Neckar
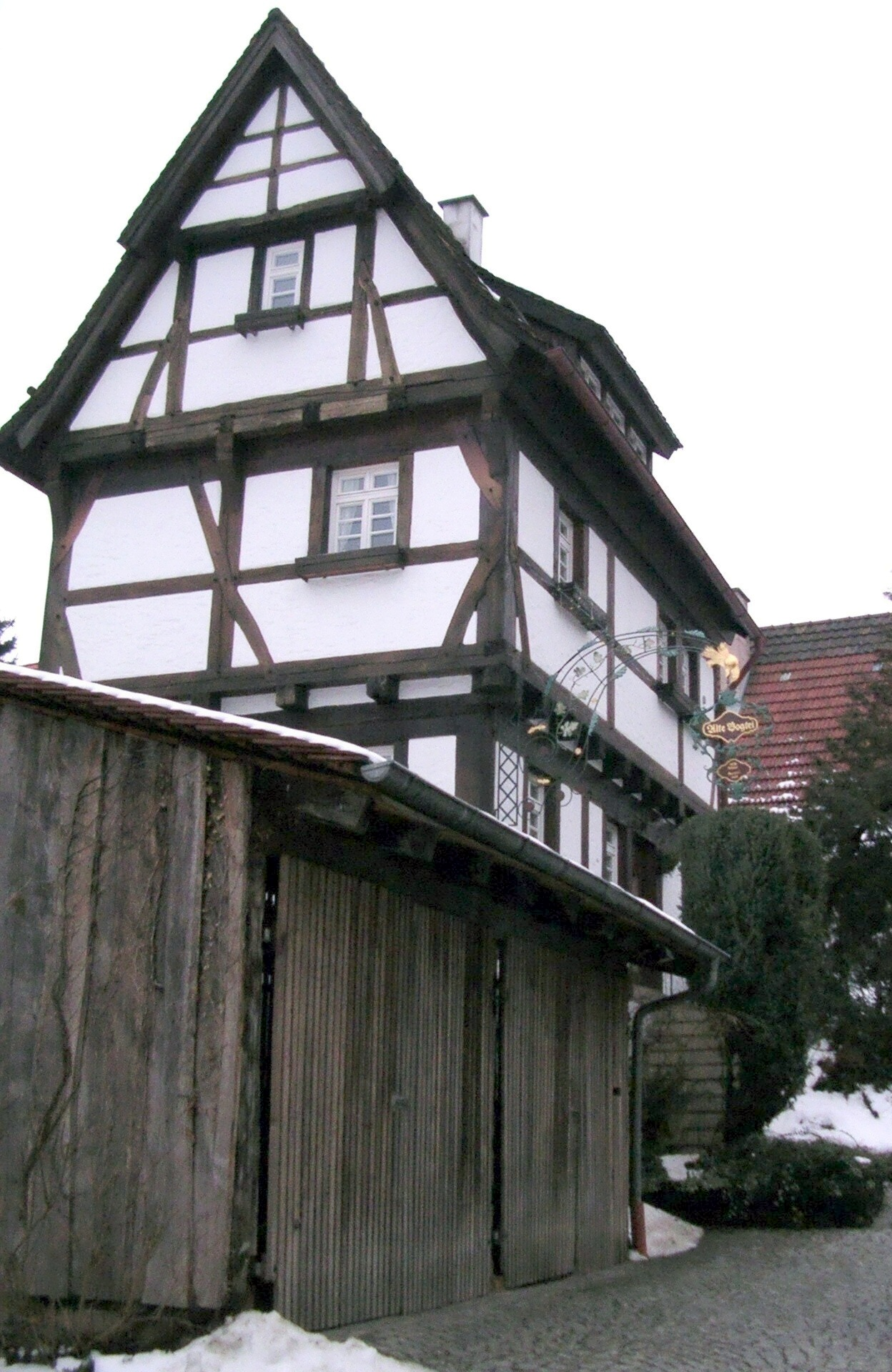
Alte Vogtei

### Regelmäßige Veranstaltungen
- Pfingstmarkt am Pfingstmontag
- Herbstmarkt
- Kulturtage
- Wochenmarkt
- Pfingstmusikfest des Musikvereins Köngen e. V.
- 3k-Festival[28]

## Persönlichkeiten

### Söhne und Töchter der Stadt
- Gustav Adolf Boley (1835–1891), Unternehmer und Erfinder
- David Geyer (1855–1932), Malakologe und Paläontologe
- Nicolai Theilinger (* 1992), Handballspieler
- Konrad Thumb von Neuburg (1465–1525), Erbmarschall des württembergischen Herzogs Ulrich

### Weitere Persönlichkeiten, die mit Köngen in Verbindung stehen
- Hermann Hesse (1877–1962), Mitglied des „Bund der Köngener“, der am 9./10. Oktober 1920 im Köngener Schloss gegründet wurde.
- Viktor August Jäger (1794–1864), war von 1845 bis 1864 Pfarrer in Köngen und starb auch dort
- Eduard von Kallee (1818–1888), hat 1885 das Militärlager des Kastells Köngen aufgrund militärstrategischer Überlegungen gefunden[22]
- Else Klink (1907–1994), von 1935 bis 1991 Leiterin des Eurythmeum Stuttgart, lebte in Köngen
- Christian Mali (1832–1906), Tier-, Landschafts- und Genremaler, im Lauf seines Lebens – vor allem in seinen letzten Lebensjahren – hielt sich der Künstler viel im Köngener Schloss auf
- Eduard Mörike (1804–1875), war von Mai bis Dezember 1827 Vikar mit Pfarrer Nathaniel Gottlieb Renz[29]
- Deniz Pero (* 1995), deutsch-türkischer Fußballspieler, wuchs in Köngen auf
- Anna Peters (1843–1926), Kunstmalerin, lebte und arbeitete von 1894 bis 1924 immer wieder auf Schloss Köngen
- Pietronella Peters (1848–1924), Kunstmalerin, lebte und arbeitete von 1894 bis 1924 immer wieder auf Schloss Köngen
- Daniel Pfisterer (1651–1728), Daniel Pfisterer dokumentierte das Leben in Köngen sowohl im Positiven wie Negativen in zahlreichen Bildern und Reimen
- Ilse Rennefeld (1895–1984), anthroposophische Ärztin, ab 1946 in Köngen
- Otto Rennefeld (1887–1957), Dichter und Anthroposoph, ab 1946 in Köngen
- Jakob Friedrich Weishaar (1775–1834), württembergischer Politiker, Präsident der Abgeordnetenkammer, lebte von 1823 bis zu seinem Tod in Köngen